# Кадученко, Иосиф Андриянович

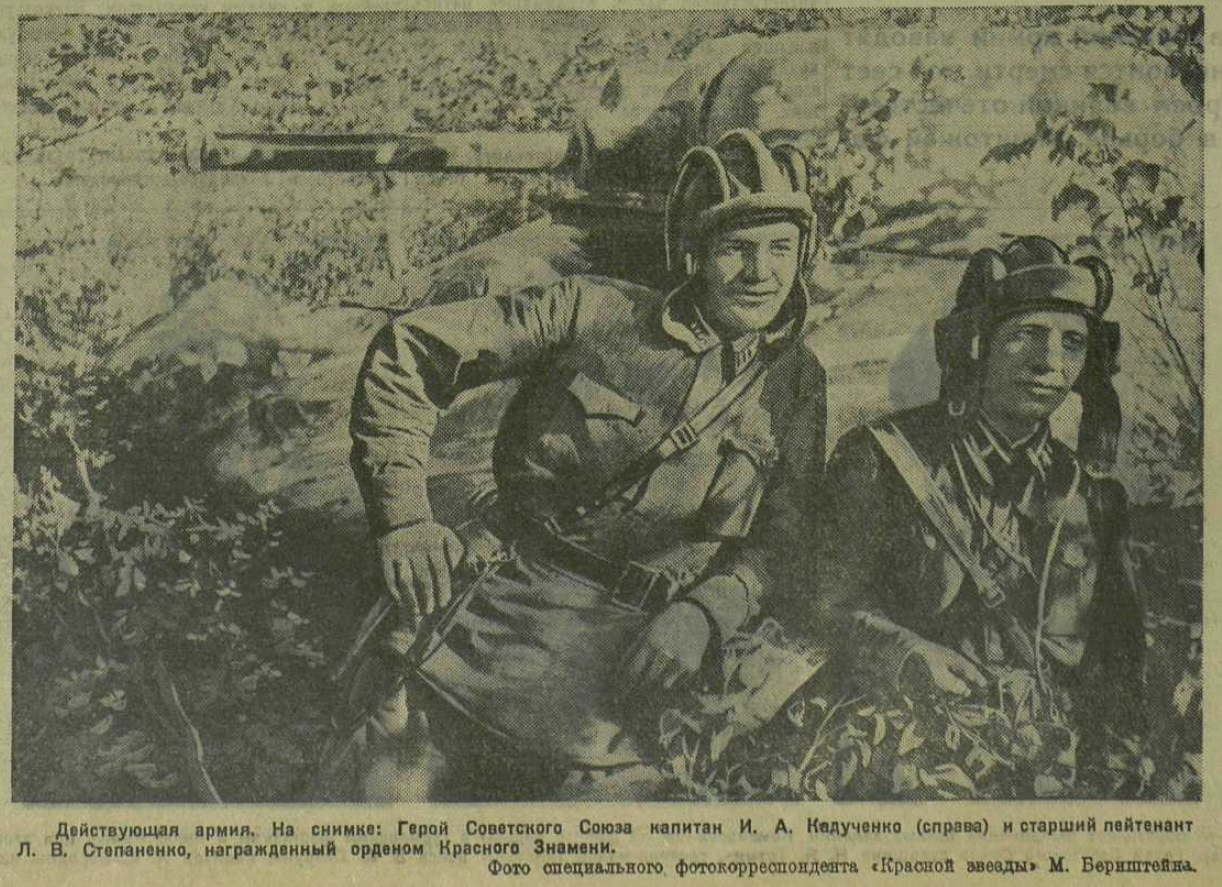
Герой Советского Союза капитан И.А. Кадученко (справа) и старший лейтенант Л.В. Степаненко, награждённый орденом Красного Знамени, 24 июля 1941 г.

Иосиф Андриянович Кадученко (1906—1988) — советский офицер, танкист, участник Великой Отечественной войны. Майор Рабоче-крестьянской Красной Армии, Герой Советского Союза (1941).

## Биография
Иосиф Кадученко родился 31 октября 1906 года в селе Старая Ушица (ныне — Каменец-Подольский район Хмельницкой области Украины). В 1922 году он окончил школу-семилетку, после чего работал в крестьянском хозяйстве. В 1926 году Кадученко окончил Каменец-Подольскую совпартшколу, после чего работал секретарём Чемеровского, а с 1928 года — Пригородного райкомов ВЛКСМ. В октябре 1928 года Кадученко был призван на службу в Рабоче-крестьянскую Красную Армию.
В 1932 году он окончил Орловскую бронетанковую школу. С началом Великой Отечественной войны в июне—июле 1941 года школа (с 1937 — училище) отправила на фронт два танковых батальона, автомобильную роту, ремонтно-восстановительный батальон, два коммунистических батальона и одну автобронемастерскую. В частности, в начале июля один из танковых батальонов училища (командир — капитан С. И. Раздобудько, заместитель — капитан И. А. Кадученко) в составе 15 танков (из них 7 — Т-34) был включён в 57-ю танковую дивизию 20-й армии.
С июня 1941 года — на фронтах Великой Отечественной войны, в звании капитана был заместителем командира танкового батальона 115-го танкового полка 57-й танковой дивизии 20-й армии Западного фронта. Отличился во время боёв в Белорусской ССР в 1941 году.
В июле 1941 года под Оршей Кадученко во главе двух танковых рот разгромил немецкую танковую колонну, в составе экипажа уничтожив 9 немецких танков и большое количество солдат и офицеров.
Указом Президиума Верховного Совета СССР от 22 июля 1941 года за «образцовое выполнение боевых заданий командования на фронте борьбы с германским фашизмом и проявленные при этом отвагу и геройство» капитан Иосиф Кадученко был удостоен высокого звания Героя Советского Союза с вручением ордена Ленина и медали «Золотая Звезда».
В октябре 1941 года Кадученко попал в окружение под Вязьмой и контуженный был взят в плен. Три раза пытался бежать, но неудачно. В марте 1945 года Кадученко был освобождён и вернулся в строй. Участвовал в Берлинской и Пражской операциях. После окончания войны подвергся спецпроверке как бывший в плену. В декабре 1945 года Кадученко был уволен в запас. Проживал в Запорожье, работал в Запорожском областном совете ДОСААФ, затем на Запорожском коксохимическом заводе. 
Скончался 13 марта 1988 года, похоронен на Первомайском кладбище Запорожья.
Был также награждён орденом Отечественной войны 1-й степени (06.04.1985) и рядом медалей.